# Gudrun Lukin

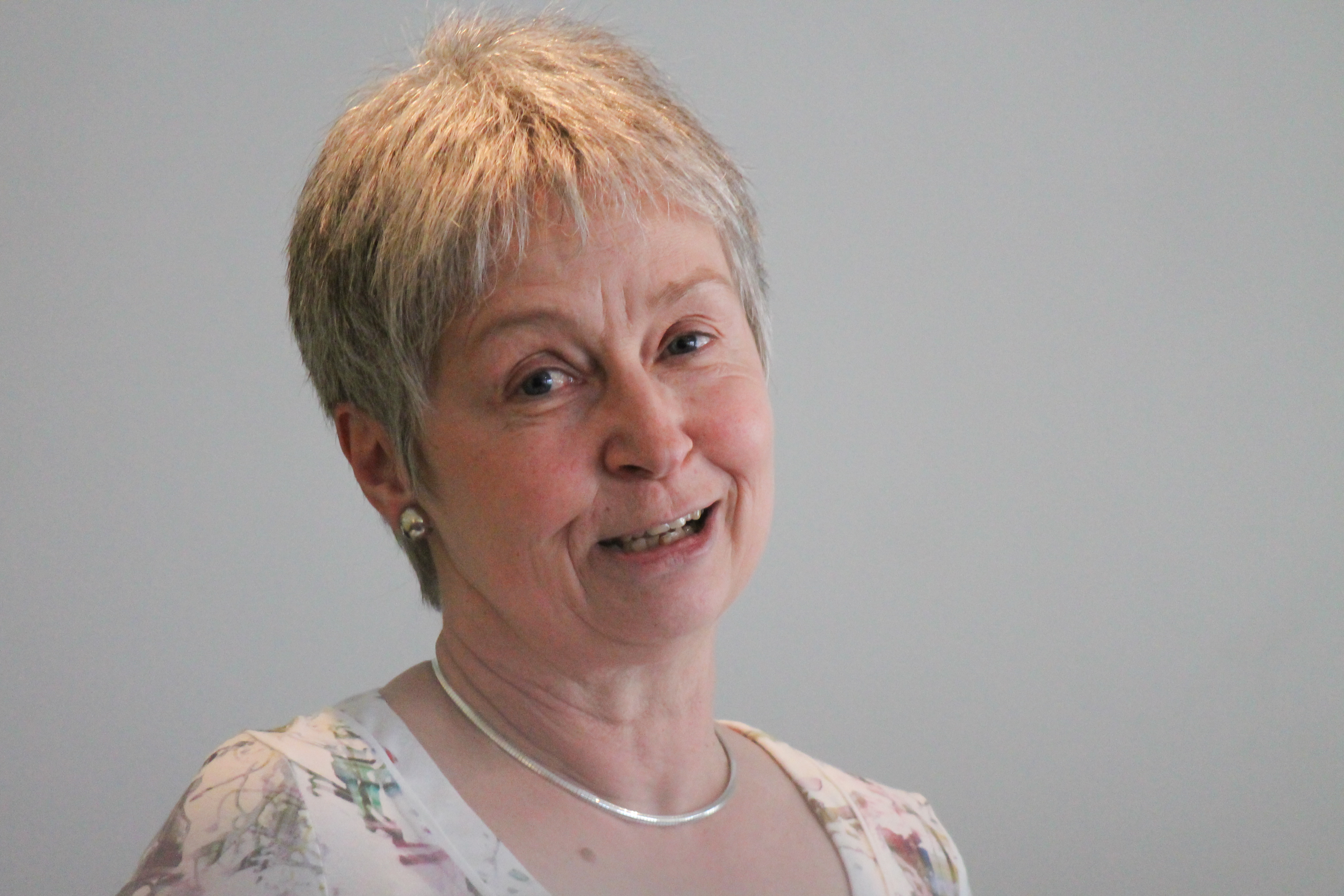
Lukin während einer Lesung (2013)

Gudrun Martha Lukin (* 29. Dezember 1954 in Jena) ist eine deutsche Politikerin. Sie war von 2009 bis 2024 Thüringer Landtagsabgeordnete der Partei Die Linke.

## Leben

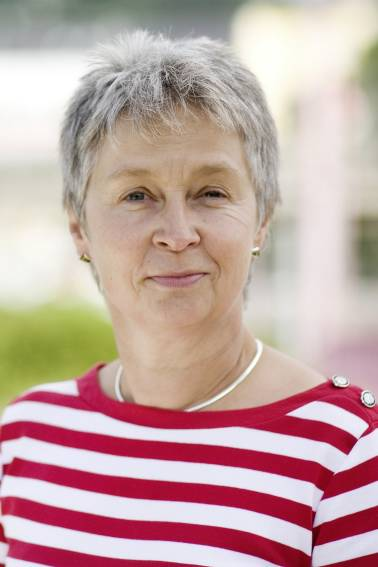
Gudrun Lukin beim 20. Thüringer Wandertag (2011)

Nach ihrem Abitur, welches sie 1973 in Halle (Saale) ablegte, studierte Lukin von 1973 bis 1978 marxistisch-leninistische Philosophie in Rostow am Don. Ab 1978 arbeitete sie als wissenschaftliche Assistentin am Institut für Philosophie an der Friedrich-Schiller-Universität Jena (FSU). Sie promovierte 1985 über Die Herausbildung des Philosophiebegriffes bei Platon und Aristoteles an der FSU Jena.
Bereits 1973 trat Lukin in die SED ein. Ab 1984 arbeitete sie im Büro des Jenaer Bürgermeisters. 1991 wurde sie Wahlkreismitarbeiterin der PDS und 1995 Regionalmitarbeiterin in Thüringen. Sie wurde 1999 Stadträtin für die PDS und war von 2003 bis 2009 Kreisvorsitzende ihrer Partei (seit 2007: Die Linke) in Jena. 2004, 2009 und 2014 wurde sie jeweils als Stadträtin wiedergewählt. Beim ersten Wahlgang der Oberbürgermeisterwahl im September 2006 erreichte sie mit 24,97 % den dritten Platz, 6,13 % hinter Christoph Schwind (CDU) und 1,55 % hinter dem späteren Gewinner der Stichwahl, Albrecht Schröter (SPD). Bei der Landtagswahl in Thüringen 2009 trat sie als Direktkandidatin im Wahlkreis Jena II gegen den amtierenden Thüringer Kultusminister Bernward Müller an und setzte sich mit 29,1 % durch. Bei den Landtagswahlen 2014 und 2019 verteidigte sie ihr Direktmandat. Bei der Landtagswahl 2024 kandidierte sie nicht erneut.
Ehrenamtlich ist sie Vorstand im Jenaer Frauenhaus e.V., sowie Mitglied bei ver.di und Hilfe für die Kinder von Tschernobyl e.V. Sie war seit 1999 aktiv im Jenaer Bündnis gegen Rechts, ab 2002 im Jenaer Friedensbündnis und ab 2004 in dem infolge der Hartz-4-Gesetze gebildeten Jenaer Bündnis gegen Sozialabbau. Seit 2011 ist sie Vorsitzende der Landesverkehrswacht Thüringen e. V.